# Odostomia striata
Odostomia striata är en snäckart som först beskrevs av Addison Emery Verrill 1880.  Odostomia striata ingår i släktet Odostomia och familjen Pyramidellidae. Inga underarter finns listade i Catalogue of Life.